# Embu (Sprache)
Embu, auch KiEmbu, ist eine Sprache in Afrika, die hauptsächlich in Kenia gesprochen wird von einem Volk, das ebenfalls den Namen Embu trägt.
Embu ist dem Kikuyu und dem Kamba ähnlich und mit beiden verwandt.
Die Abkürzung nach ISO 639-3 ist ebu.